# Djævleø
Djævleø er en sandbanke (den østlige ende af Rødsand) i Østersøen ca. 500 m vest for Gedser Havn.